# Wadi’a
Wadi’a (arab. وديعة) – wieś w Syrii, w muhafazie Aleppo. W 2004 roku liczyła 598 mieszkańców.